# Éridanos (Athènes)
L’Éridanos ou Éridan (en grec ancien : Ἠριδανός ; grec moderne : Ηριδανός) est un ruisseau, affluent de l'Ilissós, qui traverse Athènes. Sa source est située au pied du mont Lycabette, puis il rejoint l'agora d'Athènes et poursuit son cours jusqu'au Dipylon et au cimetière du Céramique, où ses rives accueillent une importante population de grenouilles et de tortues grecques.
L'Éridanos est mentionné à plusieurs reprises dans la littérature ancienne. Son parcours est en grande partie recouvert depuis l’Antiquité : il ne devenait visible à l'air libre qu’à l’extérieur du mur de Thémistocle.

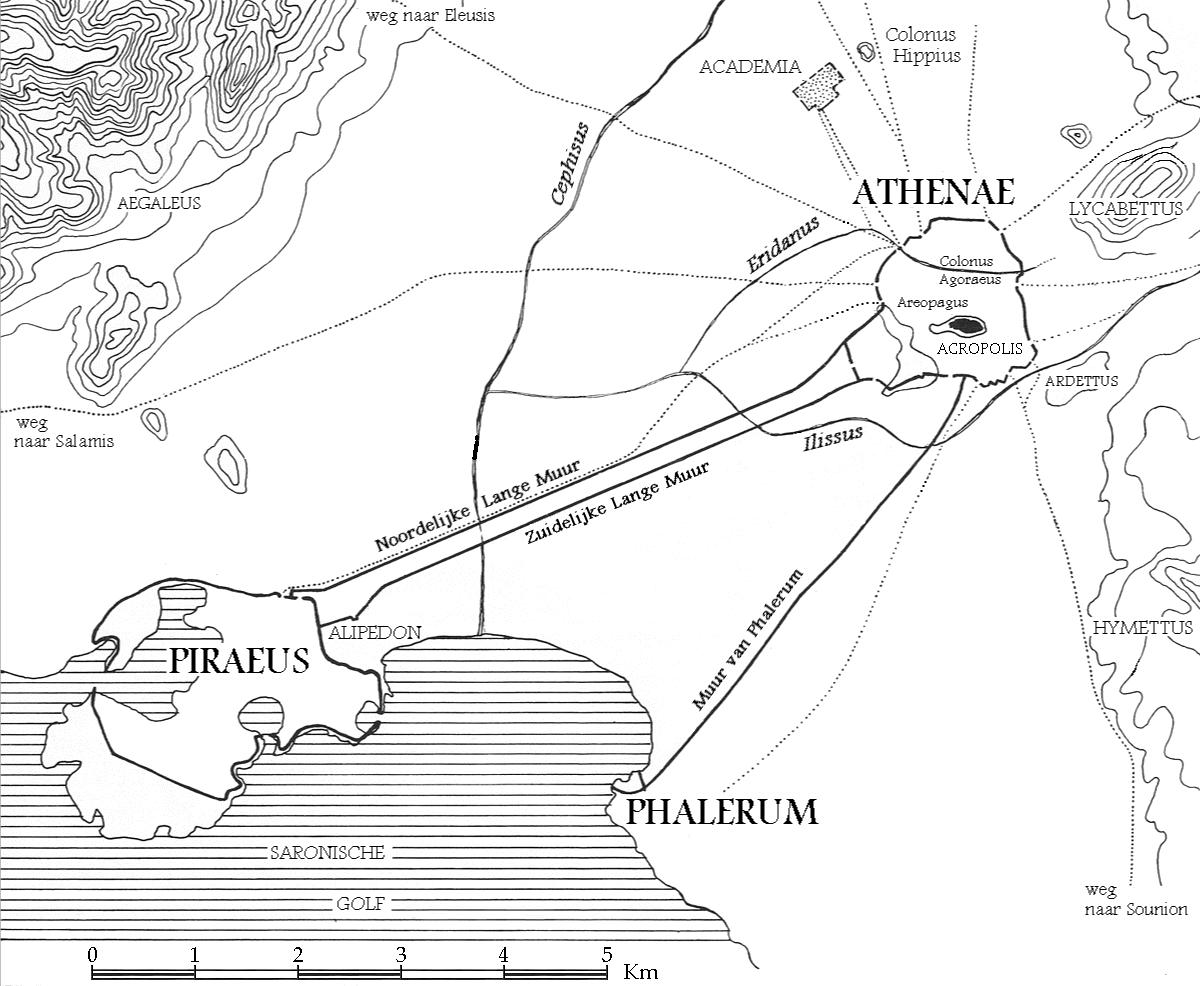
Les trois cours d'eau d'Athènes : le Céphise, l'Ilissós, l'Éridanos.

## Redécouverte depuis 1990

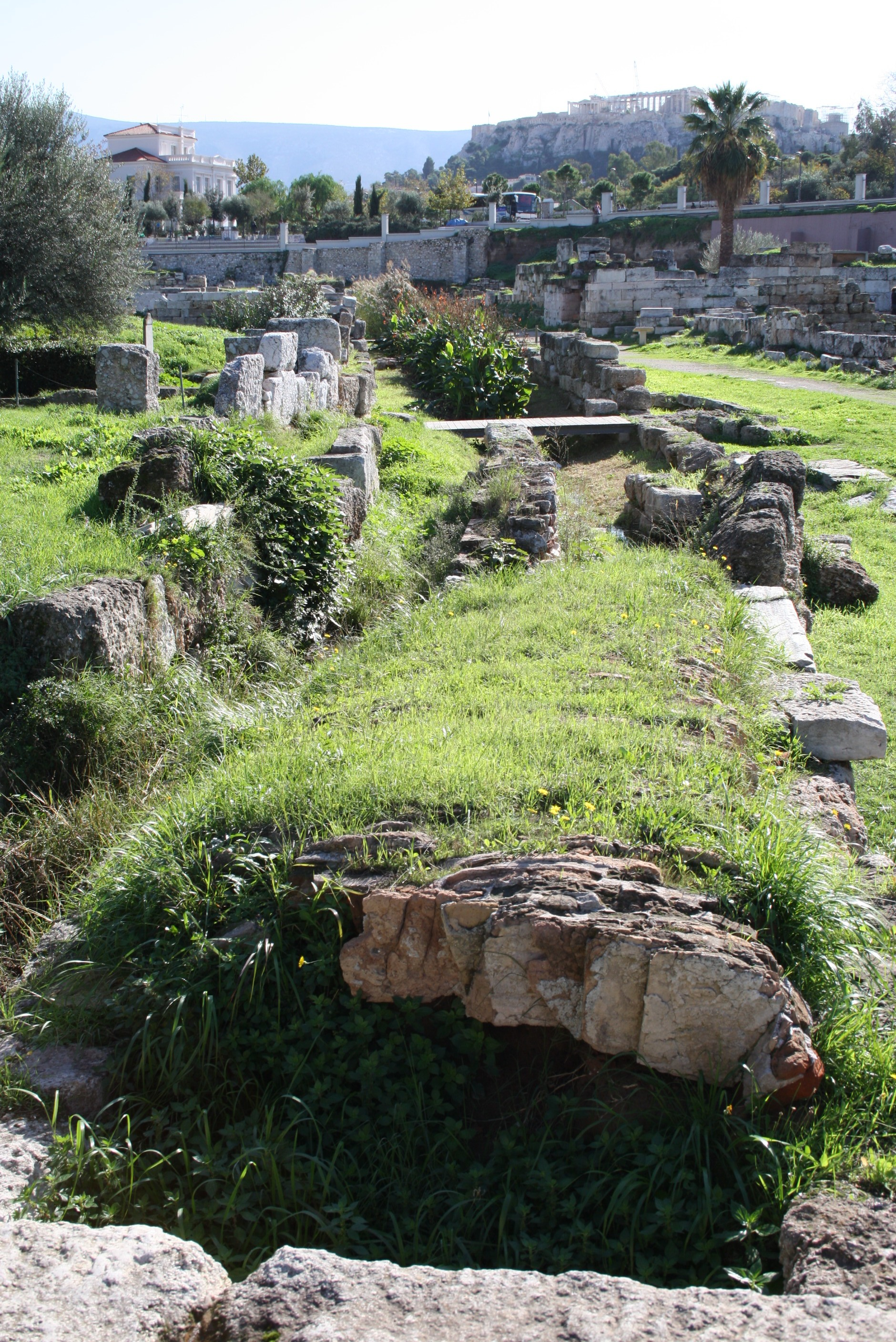
L'Éridanos, au Céramique.

### Travaux du métro
Le cours d'eau a été redécouvert à la fin des années 1990 lors des travaux effectués pour le métro d’Athènes, où ses eaux ont posé des problèmes techniques assez sérieux. Après ces travaux, son flux saisonnier à travers le cimetière de Céramique a été perturbé, les eaux ayant apparemment été réorientées par inadvertance vers un nouveau cheminement souterrain.

### Fouilles de 2002
Les fouilles de 2002 ont révélé le kouros de la porte Sacrée (fi), trouvé près du mur de Thémistocle, sous le lit de l'Éridanos.

### Fouilles de 2007
En 2007, le cours d'eau a été fouillé dans sa traversée de la place Monastiráki, où il était recouvert d'un tunnel en maçonnerie depuis l'époque classique, réparé au moins deux fois, à l'époque impériale romaine et au début de l'époque byzantine. Le tunnel de brique a été intégré à une exposition archéologique souterraine aménagée dans les accès de la station de métro Monastiráki,.

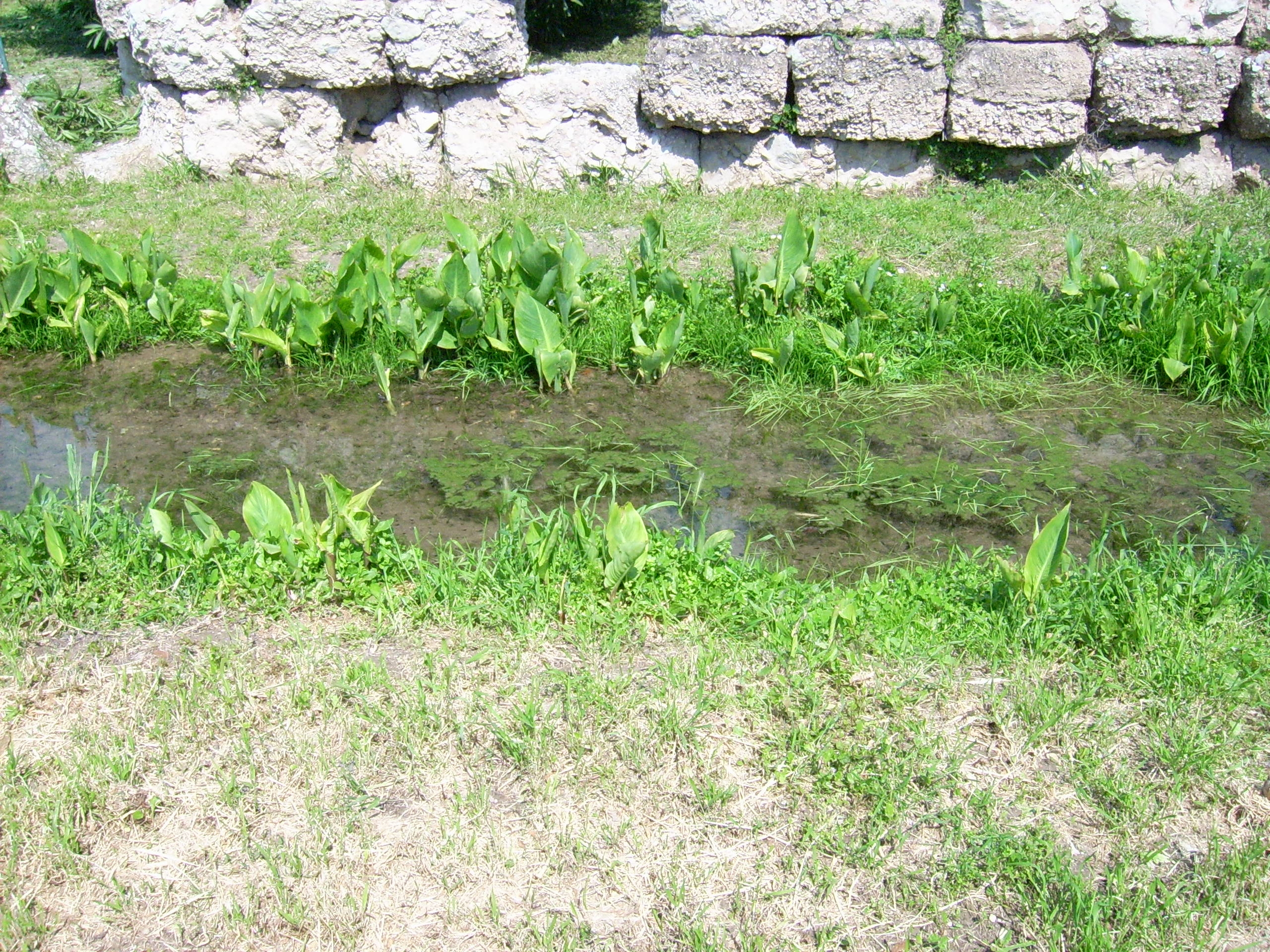
L'Éridanos, au Céramique, dans sa partie non couverte.
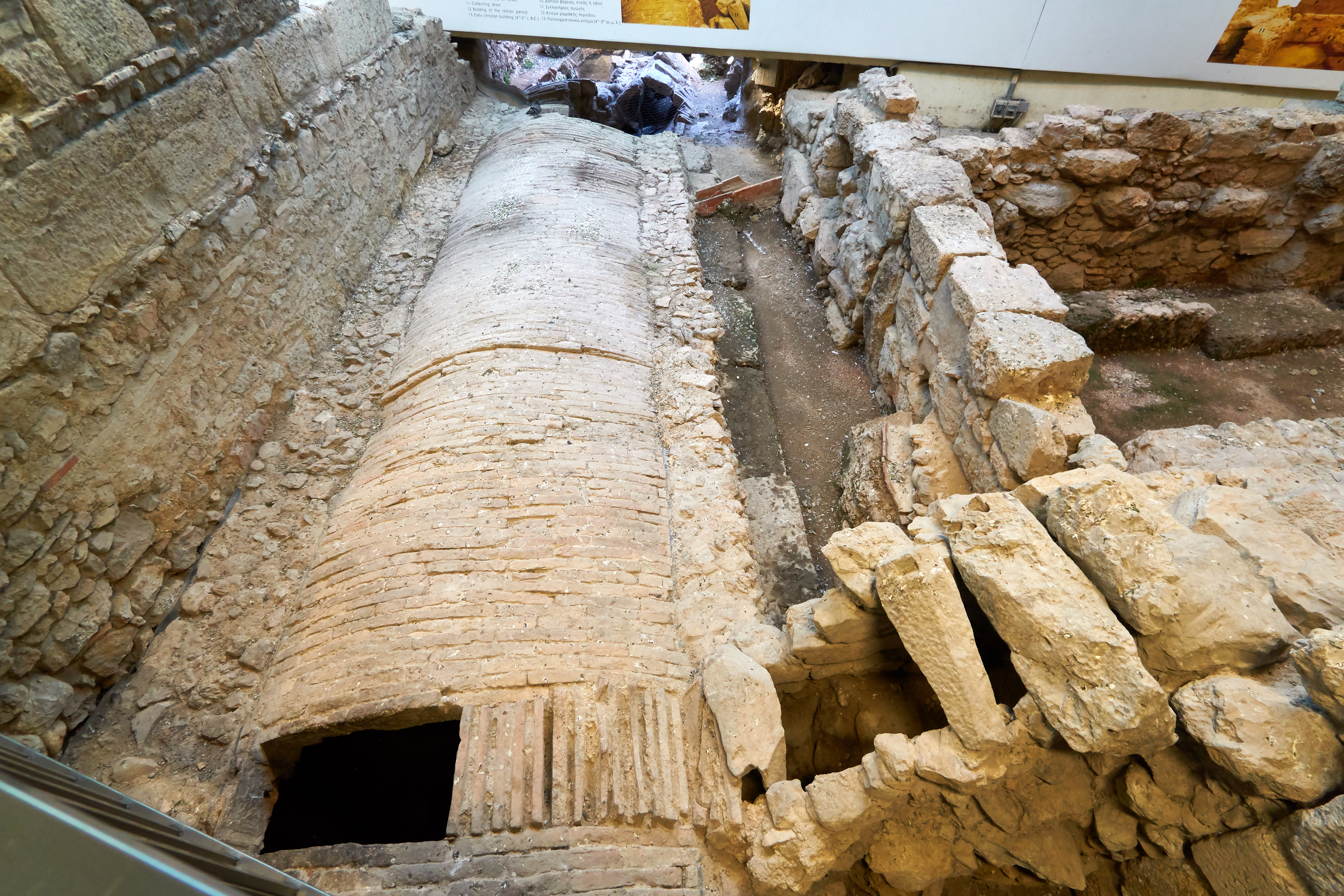
Vestiges de la voûte de l'Éridanos, dans les accès de la station de métro Monastiraki.
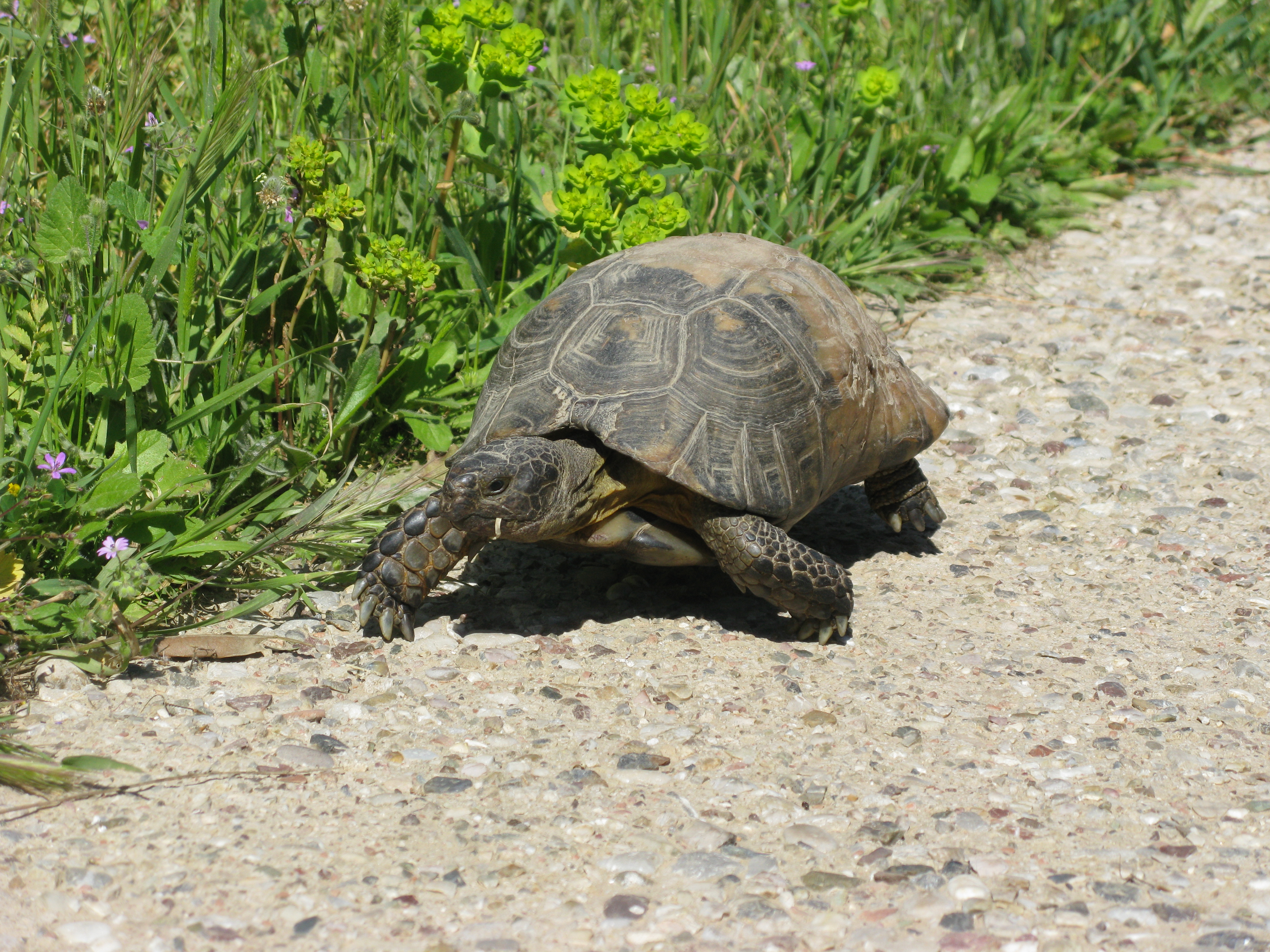
Tortue grecque

| Images | Objets | Origine et datation                                                              |
| ------ | --- | -------------------------------------------------------------------------------- |
|        | Kouros de la porte Sacrée Kouros archaïque, trouvé en 2002 près de la Porte sacrée, sous le lit de l'Éridanos. Marbre. Musée archéologique du Céramique. | Porte Sacrée, (Mur de Thémistocle), Cimetière du Céramique, Athènes. -600 / -590 |